# ご当地レジェンド
『ご当地レジェンド』（ごとうちレジェンド）はBSフジで2016年10月9日より毎週日曜日の15:00 - 15:55に放送されている番組である。

## 放送リスト
| 年月          | 番組名                                | 制作局       | 出演者                                                                | 放送時間                 | 放送開始日    |
| ------------- | ------------------------------------- | ------------ | --------------------------------------------------------------------- | ------------------------ | ------------- |
| 2016年 10月   | くさデカ                              | テレビ静岡   | 平畠啓史（DonDokoDon） トータルテンボス ギャル曽根 春香クリスティーン | 毎週土曜日 18:30 - 19:00 | 1999年4月17日 |
| 11月          | 金バク!                               | 岡山放送     | 神谷文乃（岡山放送アナウンサー、放送時点）                            | 毎週金曜日 19:00 - 19:54 | 2013年4月13日 |
| 12月          | みやぎ応援バラエティー カノ☆パン参上! | 仙台放送     | 狩野英孝 パンサー 飯田菜奈（仙台放送アナウンサー）                    |                          |               |
| 2017年 1月    | -                                     | -            | -                                                                     | -                        | -             |
| 2月           | -                                     | -            | -                                                                     | -                        | -             |
| 3月           | -                                     | -            | -                                                                     | -                        | -             |
| 4月           | 東北ご当地サミット                    | 仙台放送     |                                                                       |                          |               |
| 5月           | -                                     | -            |                                                                       |                          |               |
| 6月           | 行きたがリーノ                        | テレビ新広島 |                                                                       |                          |               |
| 7月3日 - 16日 |                                       |              |                                                                       |                          |               |
| 7月23日 - 8月 | 鉄矢がゆく!                           | テレビ西日本 | 武田鉄矢                                                              |                          |               |

備考
- 2016年12月11日は映画『座頭市血煙り街道』のため、15:30からの放送。
- 2016年12月18日は映画『眠狂四郎円月斬り』のため、15:30からの放送。
- 2017年1月1日は映画『続・社長外遊記』のため、放送休止。
- 2017年1月8日は『オールジャパン メダリスト・オン・アイス2016』のため、放送休止。
- 2017年1月15日は『池波正太郎の江戸料理帳 第二章』のため、放送休止。
- 2017年1月22日〜3月26日は『斎王〜幻の宮の皇女〜』のため、放送休止。